# Power Chorus
Power Chorusは、日本で流行しているゴスペル型コーラスのスタイルを、宗教の枠から離れ行う音楽コンセプトで、個々の地声を合唱に取り入れ個性をエネルギーとするスタイル。発声方法には6色発声メゾッドを取り入れている。

## 概要
2017年当時は、草の根的な運動であったが、2023年フジテレビジョンで放送された「オールスター合唱バトル」にて、Power Chorus型の合唱が採用され国立音楽大学合唱講師の木島タローが指導、補佐をDreamers Union Choirが担当。
Power Chorusの商標はPower Chorus協会が管理しており、コンセプトに同意する指導者・団体に対し自由使用を許可している。